# Adenium obesum
Adenium obesum, auch Wüstenrose genannt, ist eine Pflanzenart aus der Familie der Hundsgiftgewächse (Apocynaceae). Sie findet als Zimmerpflanze für sonnige Fenster Verwendung; oft wird sie dazu auf Oleander aufgepfropft.

## Beschreibung
Adenium obesum ist eine stammsukkulente, halbimmergrüne Pflanze, die als Strauch wächst und einen stark verdickten Stamm (Caudex) ausbildet. Sie erreicht Wuchshöhen von etwa 4, selten auch bis zu 6 Metern. Der sich stark verdickende Stamm kann Stammdurchmesser von 1 bis 2 Metern erreichen. Die Rinde des Stammes ist blass graugrün, grau oder braun und glatt; sie führt dicken, durchsichtigen bis weißen Milchsaft. Die spiralig angeordneten und gehäuft am Triebende stehenden Laubblätter sind ledrig und ungeteilt. Sie sind etwa 3 bis 12 Zentimeter lang und 0,2 bis 6 cm breit. Die unterseits helleren, abgerundeten und feinstachelspitzigen oder eingebuchteten, ganzrandigen Blätter sind länglich bis verkehrt-eiförmig und an der Blattbasis keilförmig zulaufend. Der kurze Blattstiel ist bis 4 mm lang. Die Nebenblätter sind winzig oder fehlen ganz.
An endständigen Blütenständen sitzen an 5 bis 9 mm langen Stielen die Blüten. Die nicht duftenden, zwittrigen Blüten sind fünfzählig mit doppelter Blütenhülle. Die Kelchblätter sind 6 bis 12 mm lang und behaart. Die fünf Kronblätter sind röhrig verwachsen und hellrosa bis dunkelrot gefärbt. Die außen fein behaarte, im unteren Teil röhrig verengte, oben trichterförmige Kronröhre ist 2 bis 4,5 cm lang und 0,9 bis 1,7 cm breit, innen sind streifige und drüsig behaarte Saftmale. Die Kronzipfel sind 1 bis 3 cm lang und 0,5 bis 2,5 cm breit mit dazwischen kleinen Anhängseln (Nebenkrone). Die kurzen Staubblätter sitzen nahe der Basis der Kronröhre. Die behaarten Staubbeutel überdecken kegelförmig den Stempel und besitzen langen, behaarte, fadenförmige und rötliche Anhängsel. Der oberständige Fruchtknoten besteht aus zwei fast freien Fruchtblättern mit kurzem Griffel und einem Narbenkopf (Clavuncula).

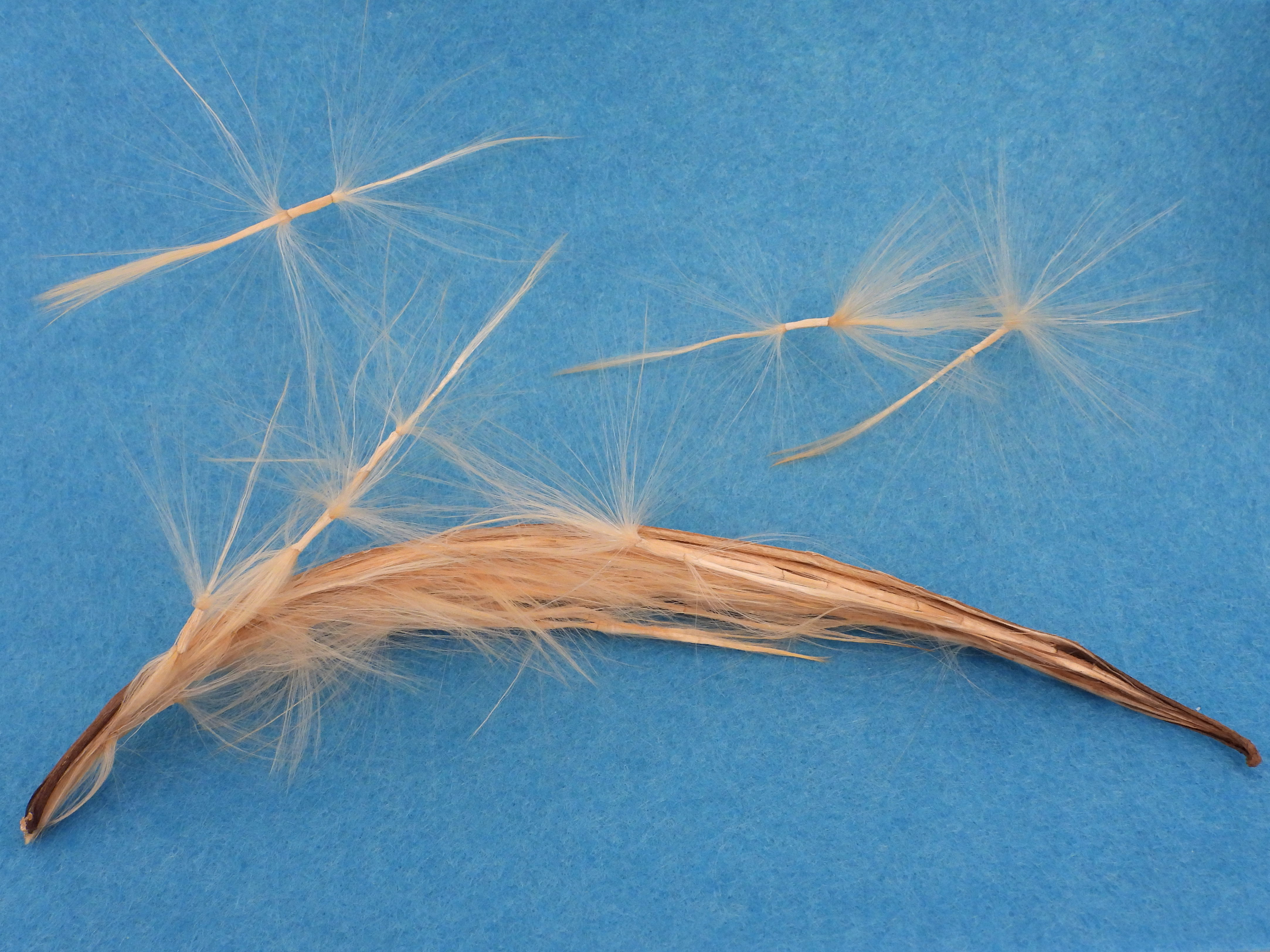
Frucht und Samen

Die Frucht besteht aus zwei an der Basis verwachsenen Balgfrüchten und ist 11 bis 22 cm lang. Die schlanke Frucht verjüngt sich an beiden Enden; sie ist grau bis blass graubraun und öffnet sich in Längsrichtung. Die länglichen Samen sind 10 bis 14 mm lang und besitzen Flughaare. Die Arten der Gattung Adenium besitzen auffallenderweise zwei Schöpfe von Flughaaren, einen am oberen und einen am unteren Ende.
Der Milchsaft ist durch den Gehalt an Cardenoliden giftig.
Die Chromosomenzahl beträgt 2n = 22.

## Ökologie
Adenium obesum verliert ihre Blätter normalerweise in der Trockenzeit und blüht dann während der Trockenperiode. Die Befruchtung findet durch Insekten mit genügend langem Rüssel statt. Die Früchte reifen etwa 2 bis 3 Monate nach der Befruchtung.

## Verbreitung und Standort

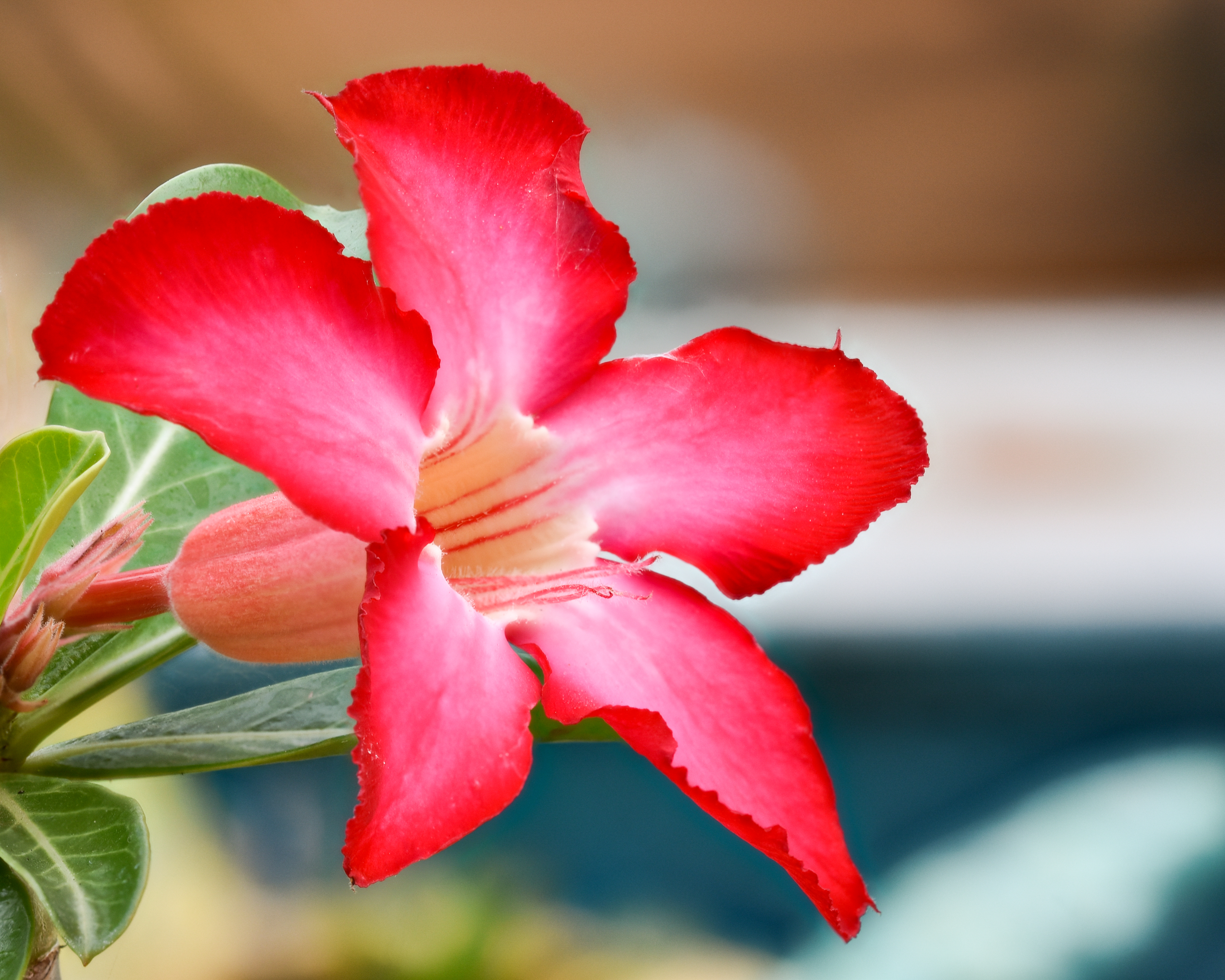
Blüte in Indien

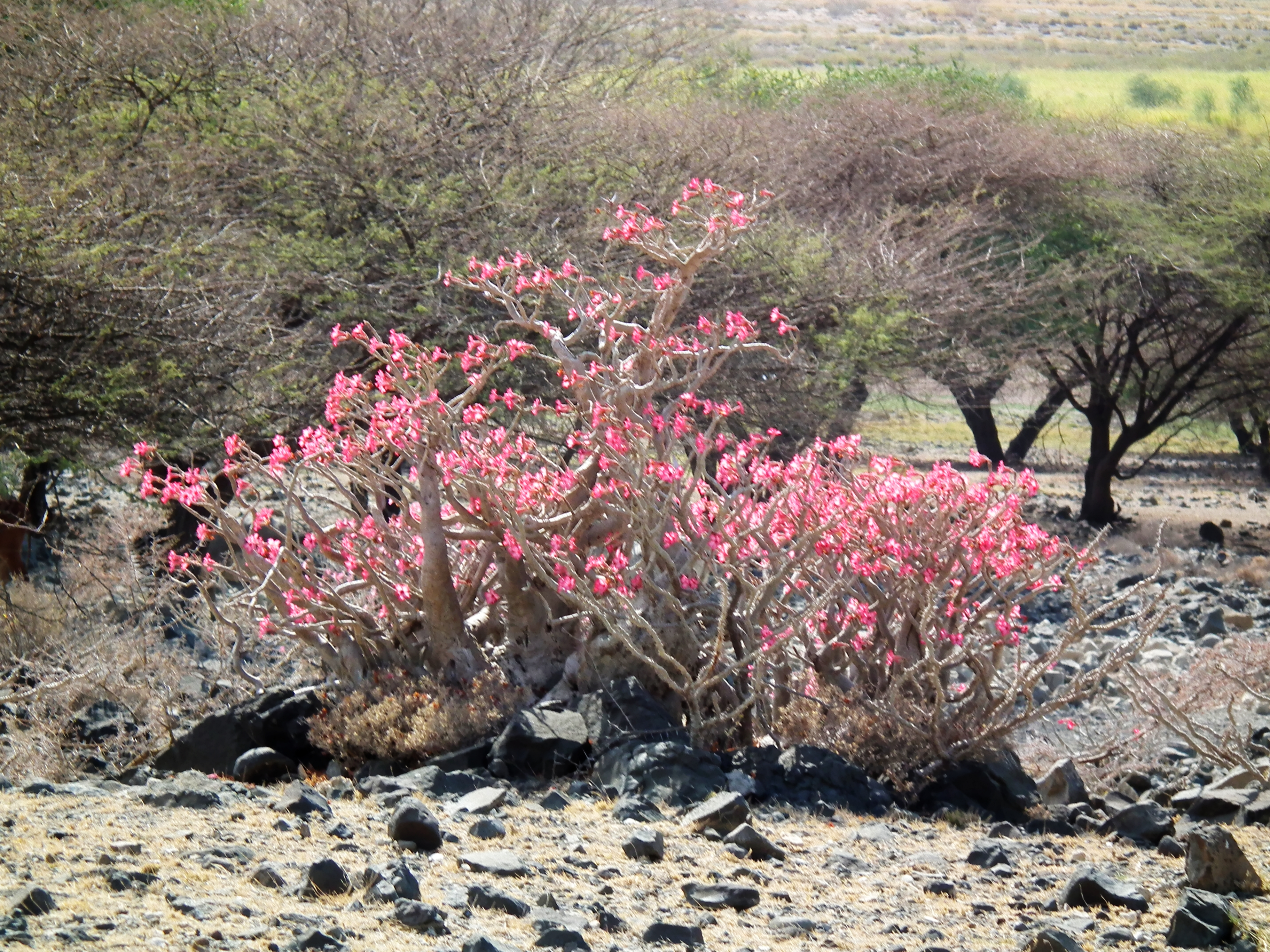
Adenium obesum in Tansania

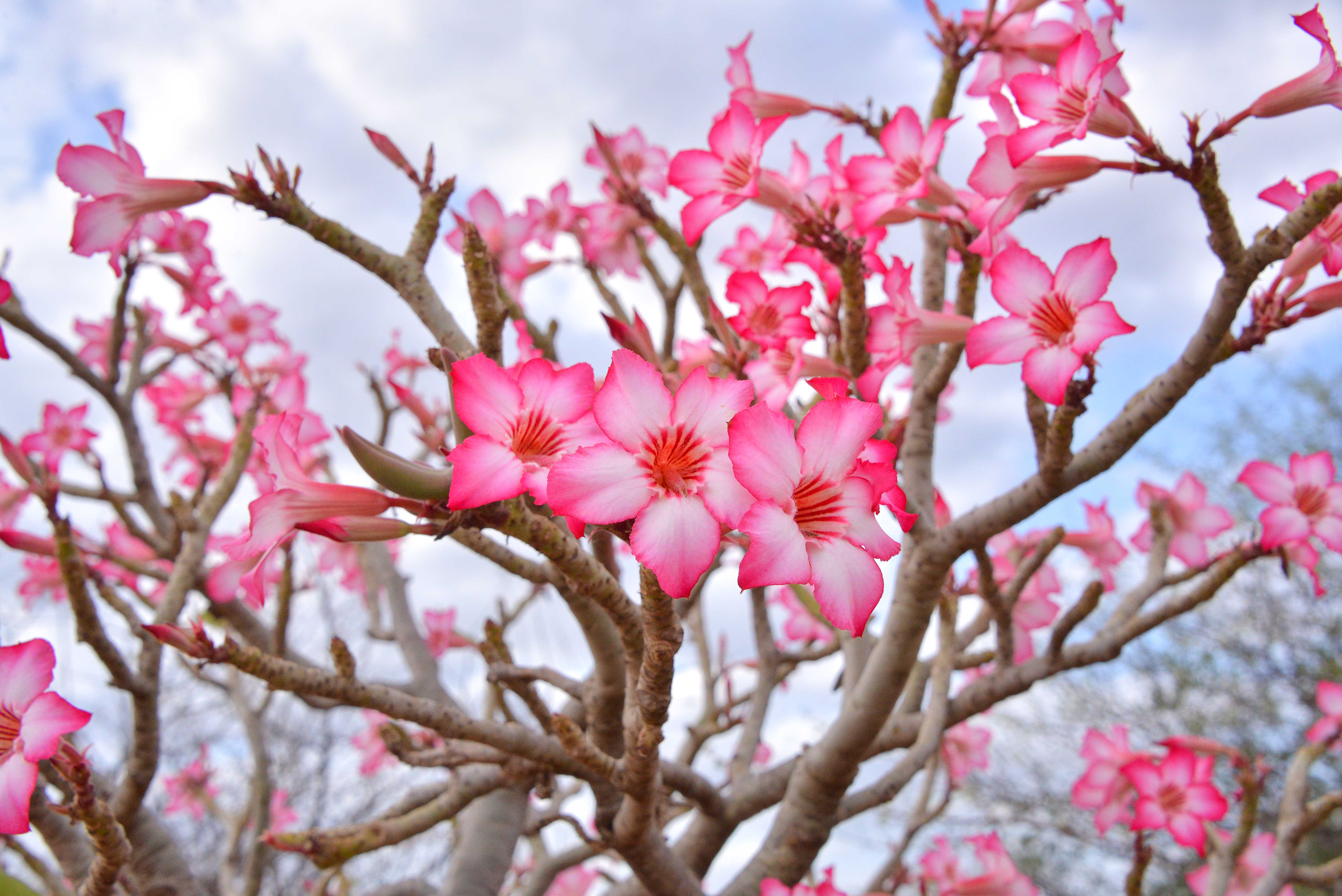
Adenium obesum in Äthiopien

Die Adenium obesum ist in Steppengebieten Afrikas und Arabiens heimisch. Sie wächst bevorzugt in semiaridem Klima. Vorkommen erstrecken sich von Senegal bis Äthiopien und von Somalia bis Tansania; die Art kommt daneben auch in Ägypten und auf der Arabischen Halbinsel sowie auf Sokotra vor. Es ist unklar, ob die westafrikanischen Standorte ursprünglich sind oder die Art erst dort durch den Menschen eingeführt wurde. Mittlerweile ist die Art auch in Sri Lanka und Teilen von Südostasien, insbesondere Thailand, eingebürgert. Die Pflanze ist sehr frostempfindlich. Als Zierpflanze wird sie heute weltweit kultiviert.
Adenium obesum kommt natürlich in der Savanne, trockenem Buschland oder buschigem Grasland auf steinigen bis sandigen Böden in Höhenlagen bis 2100 m vor.

## Nutzung
In weiten Teilen Afrikas wird der aus Wurzeln oder Stämmen gewonnene Milchsaft als Pfeilgift verwendet. Das Gift ist für die Jagd auf Großwild beliebt, da es die Tiere relativ schnell tötet und diese nach einem Treffer noch höchstens 2 km weit kommen. Das Volk der Hadza in Tansania nutzt den Saft der Adenium obesum teils unvermischt, teils kombiniert mit dem Gift von Strophanthus eminii Asch. & Pax. Das Volk der Duruma in Kenia nutzt den Saft teils kombiniert mit Wurzeln und Holz von Acokanthera schimperi (A.DC.) Schweinf. oder mit dem Milchsaft von Synadenium pereskiifolium (Baill.) Guillaumin. Die Nutzung des Milchsaftes von Adenium obesum ist auch aus Senegal, Nigeria und Kamerun bekannt.
Eine Abkochung aus Rinde und Blättern wird unter anderem in Nigeria, Kamerun und Ostafrika als Fischgift verwendet. Aus Mauretanien und Senegal wurde die Verwendung bei Hinrichtungen und Morden berichtet.
Adenium obesum wird in Afrika auch als Heilpflanze in der traditionellen Medizin benutzt. In der Sahelzone wird eine Abkochung aus den Wurzeln, teils kombiniert mit anderen Pflanzen, bei Geschlechtskrankheiten eingesetzt. Ein Wurzel- oder Rindenextrakt wird, als Bad oder Lotion verwendet, zur Heilung von Hautkrankheiten und zur Abtötung von Läusen verwendet. Der Milchsaft wird bei faulen Zähnen und entzündeten Wunden eingesetzt.
Diese Pflanzenart wird manchmal als lebende Hecke gepflanzt, in Tansania wird sie zum Anzeigen der Position von Gräbern gepflanzt. Meist wird sie jedoch wegen ihrer ungewöhnlichen Wuchsform und ihrer attraktiven Blütenpracht als Zierpflanze kultiviert.
Das Holz dient teilweise als Brennholz.

## Systematik
Die Erstbeschreibung der Art unter dem Taxon Nerium obesum durch den Botaniker Peter Forsskål wurde 1775 veröffentlicht. Johann Jacob Römer und Josef August Schultes bezogen sich 1819 auf dieses Basionym, verschoben die Art jedoch unter dem neuen Taxon Adenium obesum aus der Gattung Nerium heraus in die Gattung Adenium. Weitere Synonyme für die Art sind: Adenium coetaneum Stapf, Adenium honghel A.DC., Adenium socotranum Vierh. (1904) und Adenium somalense Balf.f. (1888).

## Zuchtformen
Es sind viele Zuchtformen entstanden; hier eine Auswahl:
- 'Fritz Dederer': Mit dicker, korkiger Rinde.
- 'Mombasa': Vielverzweigende Zwergform
- 'Red Everbloomer'
- 'Singapore': Blüte dunkelrosa.
- 'Tom Grumbleys': Mit weißen Blüten.

Es sind auch durch Kreuzung mit Adenium swazicum Hybride wie 'Asha', 'Endless Sunset', 'Perpetual Pink' und 'Volcanic Sunset' entstanden.